# 霍克黛学校
霍克黛学校（Hockaday School）是美國達拉斯一所女子學校。提供幼儿园前至中六日校教育和中二至中六寄宿學校教育。學校由埃拉·霍克黛于1913年創立。